# Heinrich Tilemann
Heinrich Johannes Cornelius Tilemann (* 18. Juni 1877 in Norden; † 22. März 1956 in Oldenburg) war ein evangelisch-lutherischer Theologe und Präsident des Oberkirchenrates der Evangelischen Kirche Oldenburg.

## Leben
Heinrich Tilemann wurde 1877 als Sohn des Pastors Tilemann in Norden geboren. Nach Erlangung seines Abiturs studierte er von 1895 bis 1899 Theologie in Erlangen, Leipzig, Berlin und Göttingen. An der Universität Erlangen trat er der christlichen Studentenverbindung Uttenruthia im Schwarzburgbund bei, in Göttingen der Schwarzburgbund-Verbindung Burschenschaft Germania. Am 15. September 1899 absolvierte er das Erste theologische Examen. Danach studierte er ein weiteres Jahr in Leipzig und wurde an der dortigen Philosophischen Fakultät mit einer Arbeit über Franz von Assisi promoviert. Das Zweite theologische Examen bestand er am 20. April 1903 in Hannover.
Tilemann war zunächst als Prinzenerzieher der Söhne des Fürsten Georg zu Schaumburg-Lippe tätig. Nach seiner Ordination in Hildesheim am 29. Oktober 1905 wurde er Pfarrkollaborator an der Marktkirche zu Hannover. 1906 wechselte er als Pfarrkollaborator zu St. Jacobi in Göttingen. Anschließend wurde er zum Zweiten Hof- und Schloßprediger und Konsistorialassessor in Hannover ernannt. 1912 wurde er zum Studiendirektor im Kloster Loccum berufen, wo er das Predigerseminar leitete. In seine Amtszeit fiel auch die Renovierung des Klosters aus Anlass des 750-jährigen Gründungsjubiläums. Am 10. Dezember 1916 folgte die Ernennung zum ersten geistlichen Mitglied des Oberkirchenrates und zum Ersten Hofprediger im Großherzogtum Oldenburg. Am 1. Mai 1917 trat er dieses Amt in Oldenburg an. Nach der Novemberrevolution 1918 wandte er sich den Fragen der Neuordnung der Evangelisch-lutherischen Kirche in Oldenburg zu. Am 21. Oktober 1920 folgte die Wahl zum Präsidenten des Oberkirchenrates der Evangelischen Kirche Oldenburg. Tilemann bekleidete dieses Amt bis zum 31. Januar 1934. Wesentliche Teile der oldenburgischen Kirchenverfassung vom 12. November 1920 wurden von ihm geprägt.
1924 wurde Tilemann von der Theologischen Fakultät der Universität Göttingen die Ehrendoktorwürde verliehen, nachdem er von dieser Fakultät bereits 1916 den Titel eines Lizenziaten erhalten hatte.
Früh geriet Tilemann mit den Nationalsozialisten in Konflikt, die in Oldenburg schon 1932 die Landesregierung stellten. Hauptziel seines Widerstandes war die Erhaltung der Freiheit der Kirche gegenüber dem Staat und die Verteidigung der Gewissensfreiheit der Christen. Im Herbst 1932 kam es zu einer ersten Zuspitzung des Konflikts, der Kwami-Affäre aus Anlass einer Vortragsveranstaltung des schwarzafrikanischen Pastors Robert Kwami in der Lambertikirche zu Oldenburg. Umgehend hetzte der amtierende Gauleiter von Weser-Ems, Carl Röver, mit rassistischen Tiraden gegen Kwami und die für den 20. September 1932 geplante Veranstaltung. Die NSDAP forderte vom Oldenburger Staatsministerium, den Auftritt des afrikanischen Pastors zu unterbinden.
Die Kirchengemeinde leitete die Angelegenheit an den Oberkirchenrat Heinrich Tilemann weiter, der öffentlich erklärte, er habe „niemals Bedenken getragen, beglaubigte christliche Persönlichkeiten, die aus der Heidenwelt stammen, unter uns zu Wort kommen zu lassen.“
Trotz der öffentlichen Drohungen durch die regierenden Nationalsozialisten wurde die Veranstaltung am 20. September 1932 wie geplant durchgeführt.
Als Röver seine Drohungen nicht zurücknahm, strengte der Oberkirchenrat unter Leitung von Tilemann ein Gerichtsverfahren gegen den Gauleiter an. Plötzlich war das offizielle Stenogramm der Rede Rövers verschwunden, es kam zu Problemen bei der Zeugenvernehmung und von Seiten des Oldenburger Staatsministeriums wurde massiv in die gerichtliche Untersuchung der Vorgänge eingegriffen. Schlussendlich wurde das Verfahren Ende Dezember 1932 im Rahmen einer Weihnachtsamnestie eingestellt. So endete die Kwami-Affäre unter der ersten nationalsozialistischen Landesregierung in Oldenburg, die nicht nur deutschlandweit, sondern auch in der internationalen Presse für Aufsehen gesorgt hatte, nur wenige Wochen vor der Machtübernahme Adolf Hitlers.
Der Generalpredigerverein, die Standesvertretung der Pfarrerschaft, legte als Reaktion auf die Einmischung der NSDAP in kirchliche Angelegenheiten eine Thesenreihe zu Christentum und Rassenlehre vor, die überregional Beachtung fand. Der energische Widerstand der Oldenburger Kirchenoberen gegen die Anwürfe der nationalsozialistischen Landesregierung hatte vor allem für Tilemann Folgen, der nach der Machtergreifung im Reich von den Nationalsozialisten derart bedrängt wurde, dass er Mitte Januar 1934 seine Demission einreichte und mit Wirkung zum 31. Januar 1934 sein Amt zur Verfügung stellte. Tilemann hatte sich zu diesem Schritt veranlasst gesehen, als er nach der Machtergreifung bei den gewählten Organen der Landeskirche nicht mehr den Rückhalt erfuhr, den er in seinem Widerstand gegen die Eingriffe des Regimes in alle Bereiche der Gesellschaft brauchte. Als Tilemann schließlich die Verordnungen des Reichsbischofs Müller am 17. Januar 1934 vor dem Landeskirchenausschuss als „nicht verfassungsgemäß, rechtlich nicht haltbar und praktisch nicht durchführbar“ disqualifizierte, entzog der Landeskirchenausschuss dem Präsidenten der Evangelischen Landeskirche Oldenburg das Vertrauen. Zu seinem Nachfolger wurde Johannes Volkers ernannt, der bis 1944 amtierte.
Zur Zeit des Zweiten Weltkriegs stellte sich Tilemann für Vertretungsstellen in den Pfarrämtern der Stadt Oldenburg zur Verfügung. Nach dem Zusammenbruch des Dritten Reiches wurde Tilemann jedoch nicht wieder in sein altes Amt eingesetzt, das er nicht zuletzt wegen seines unbeugsamen Widerstandes gegen die Eingriffe des Nationalsozialismus in die Freiheit der Kirche verloren hatte. Mit Wirkung vom 31. Dezember 1947 wurde Tilemann in den Ruhestand versetzt. Er engagierte sich daraufhin im Schulausschuss des Stadtrates von Oldenburg und gehörte zu den Gründern der Oldenburger Universitätswochen.

## Familie
Heinrich Tilemann war in erster Ehe verheiratet mit Ilse geb. Stölting (1886–1923), in zweiter Ehe mit Anna geb. Lauw (1899–1936) und in dritter Ehe mit Helene geb. Tillmanns (1897–1997).

## Schriften
- Speculum perfectionis und Legenda trium sociorum. Ein Beitrag zur Quellenkritik der Geschichte des Franziskus von Assisi. Leipzig 1901. (Diss.)
- Tagebuchblätter eines deutschen Arztes aus dem Burenkriege. München 1907.
- Studien zur Individualität des Franziskus von Assisi. Leipzig 1914.
- Woher das Selbstgefühl der Engländer? Hannover 1915.
- Staat und Kirche. Oldenburg 1918.
- Die Reformation und die religiös sittlichen Kräfte des deutschen Volkes. o. O. 1918
- Geschichte und Geschichtsunterricht. Oldenburg 1922
- Saatzeit. Predigten und Ansprachen aus den Jahren 1914–1924. Oldenburg 1924.
- Von Segen und Gefahr geschichtlicher Bildung. Oldenburg 1927
- Die Augsburgische Konfession und das evangelische Pfarramt. Oldenburg 1930.
- Staat und Kirche im Zeichen der nationalen Revolution. Berlin-Steglitz 1933
- Veit Ludwig von Seckendorff. In: Archiv für Reformationsgeschichte 40, 1943, S. 200–220.